# Biblioteca Pública Departamental Meira Delmar
La biblioteca Pública Departamental Meira Delmar es una biblioteca de Barranquilla, Colombia. En la década de 1950 se llamó Biblioteca Pública Departamental, y en 1998 le fue añadido el nombre de Meira Delmar, en homenaje a la poeta barranquillera Olga Isabel Chams Eljach, unas de las más importantes escritoras de Colombia y quien fue directora de la biblioteca por muchos años.
Mediante la Ley 889 del 7 de julio de 2004 fue declarada «Patrimonio Cultural y Educativo de la Nación».

## Historia
La Biblioteca Departamental fue creada mediante Ordenanza número 12 de la Asamblea del Atlántico, el 16 de abril de 1921 gracias a gestión adelantada por los diputados Adalberto del Castillo y Juan B. Fernández Ortega. Fue inaugurada el 1 de octubre de 1922, bajo la administración del gobernador José Francisco Insignares Sierra, en un local frente al parque de San Nicolás. Tuvo varias sedes hasta que el 9 de enero de 1945 se traslada al edificio estilo Bauhaus ubicado en el costado sur del parque Centenario o plaza San José.
En la década de 1950, se convirtió en un centro cultural que aglutinó a figuras como Gabriel García Márquez, Alejandro Obregón, Álvaro Cepeda, Germán Vargas y Alfonso Fuenmayor, hasta el punto que este último la calificó como una subsede del Grupo de Barranquilla.
Desde 1958 y durante 36 años, la poeta Olga Chams Eljach –más conocida como Meira Delmar- ocupó el cargo de Directora de la biblioteca, por tal motivo, en noviembre de 1998, la gobernación del Departamento le rindió homenaje dándole su nombre a la Biblioteca mediante Decreto 00924 de 1998.
En 1997 fue restaurada durante la administración del gobernador Nelson Polo. En 2014 el gobernador José Segebre fundó el museo Centro de Documentación Meira Delmar y contiene pertenencias personales de Meira Delmar como muebles, adornos, pinturas, manuscritos, condecoraciones, medallas, diplomas, fotografías, instrumentos musicales, postales, noticias de prensa, máquinas de escribir, entre otros.

## Servicios
Ofrece servicios de consulta en sala y servicio de Internet, sin embargo a diferencia de otras bibliotecas no tiene presupuesto para los servicios de promoción de lectura, programación cultural, formación de usuarios, extensión a la comunidad y préstamo externo.